# Ан Макферсън
Ан Егелник Макферсън (на английски: Ann McPherson) е английски писателка на бестселъри в жанра книги за самопомощ, по професия общопрактикуващ лекар.

## Биография
Родена е на 22 юни 1945 година в Голдън Грийн, Лондон, Англия, в семейството на шивачите Сейди и Макс Егелник, емигранти евреи и комунисти от Източна Европа. Завършва специализираната девическа гимназия „Коптал“ в „Мини Хил“ Лондон. През 1968 завършва медицина с отличие в медицинското училище към болница „Сейнт Джордж“, след което специализира обща лекарска практика в Лондон и в Харвард.
През 1968 г. се омъжва за Клим Макферсън, епидемиолог. Имат 3 деца – Сам, Тес и Бет. През 1972 г. се преместват да живеят в Оксфорд.
В края на 1990 г. се възстановява от рак на гърдата, но през 2007 е диагностицирана с рак на панкреаса през 2007 г.
Умира на 28 май 2011 година в Оксфорд на 65-годишна възраст.

## Творчество
Макферсън е автор на много книги свързани със здравето на жените и проблемите на тийнейджърите. Те са основани на личния опит и на резултатите от проучвания в училищата и отношението на тийнейджърите към проблемите на здравето. По тях са направени и две успешни телевизионни серии по „Канал 4“ във Великобритания.
Съосновател е на благотворителната организация „DIPEx Charity“. Дава своите лекарски съвети в тийн-списания и има редовен открит телефон към Радио Оксфорд.

## Награди
- 2000 – удостоена е с Ордена на Британската империя за работата ѝ за здравето на жените и подрастващите.
- 2010 – награда за цялостно творчество от Асоциацията на журналистите.

## Произведения
- Mum – I Feel Funny! (1982) – с Ейдън Макферлейн и Никълас Гарланд
- Women's Problems In General Practice (1983)
- Cervical Screening: A Practical Guide (1986, 1992) – с Ейдън Макферлейн
- The Diary of a Teenage Health Freak (1987) – с Ейдън Макферлейн
Дневници на малки откачалки – Тя – уроци, купони, момчета..., изд. ИК „Кръгозор“, София (2001), прев. Ани Ничинян
- The New Diary of a Teenage Health Freak (1988) – с Ейдън Макферлейн
Дневници на малки откачалки – Той – мускули, гаджета, уроци..., изд. ИК „Кръгозор“, София (2001), прев. Михаил Чаков
- Women's Health in General Practice (1997) – с Дебора Уолър
- Teenagers: the Agony, the Ecstasy, the Answers: A book for Parents (1999) – с Ейдън Макферлейн
Тийнеджърите – агония и екстаз, изд. ИК „Кръгозор“, София (2002), прев. Антоанета Дончева-Стаматова
- Woman's Hour Book Of Health: By Women, For Women, About Women (2000)
- R U a teenage health freak? (2002) – с Ейдън Макферлейн
Малките откачалки пит@т, изд. ИК „Кръгозор“, София (2003), прев.
- Sex: The Facts (2003)
- Drugs: The Facts (2003)
- Bullying: The Facts (2004)
- Relationships: The facts (2004)
- The Truth: a teenager’s survival guide (2007)